# Hoplia choui
Hoplia choui är en skalbaggsart som beskrevs av Miyake 1986. Hoplia choui ingår i släktet Hoplia och familjen Melolonthidae. Inga underarter finns listade i Catalogue of Life.